# 名山后遗址
29°41′35.03″N 121°27′25.86″E / 29.6930639°N 121.4571833°E

名山后遗址是河姆渡文化和良渚文化相叠加的一处古文明遗迹，位于浙江省宁波市奉化区江口街道名山后村，首次发掘于1989年。经考古证实，遗址年代约为距今5600年。

## 文化分层
名山后遗址包含12个文化层。12层与11层出土文物主要以夹砂灰陶和泥质红陶为主。各种形制的釜、鼎、豆、盉、盆也较为多见。10层陶器形制与12、11层相近，但鼎的数量较多。9层与8层的遗存主要以夹砂红陶为主，此外依次是泥质灰陶、夹炭红衣陶和黑皮陶，而最具特征的陶器为泥质灰陶镂孔圈足盘。8层之上则出现了良渚文化特征的方形覆斗状土台。在这一地层中，也发现了兼具良渚文化和河姆渡文化特征的墓葬遗存。

## 意义
名山后遗址是宁绍平原少见的河姆渡文化、良渚文化以及此后商周时期三个时期相叠加的文化遗存，具有较高的研究价值。其中良渚文化层所具备的特质被学术界命名为“良渚文化名山后类型”。